# Käärijä
Jere Pöyhönen, znany jako Käärijä (ur. 21 października 1993 w Helsinkach) – fiński piosenkarz i raper. Reprezentant Finlandii w 67. Konkursie Piosenki Eurowizji (2023).
Jego pseudonim sceniczny, tłumaczony na język polski jako „obwoluta”, pochodzi z żartu pomiędzy nim a jego przyjaciółmi o hazardzie, który jest powracającym motywem w jego muzyce. Wśród swoich inspiracji muzycznych wymienia zespół Rammstein.

## Życiorys
Wychował się w miejscowości Vantaa niedaleko Helsinek. Swoją pasję muzyczną odkrył podczas nauki grania na perkusji. W 2014 rozpoczął karierę jako producent muzyczny. W tym samym roku pogorszył się jego stan zdrowotny z powodu wrzodziejącego zapalenia jelita grubego, przez co lekarze zdecydowali się na usunięcie całego jelita grubego. Później stwierdził, że sytuacja była punktem zwrotnym w jego życiu, w którym zdecydował, że w przyszłości skupi się przede wszystkim na karierze muzycznej.

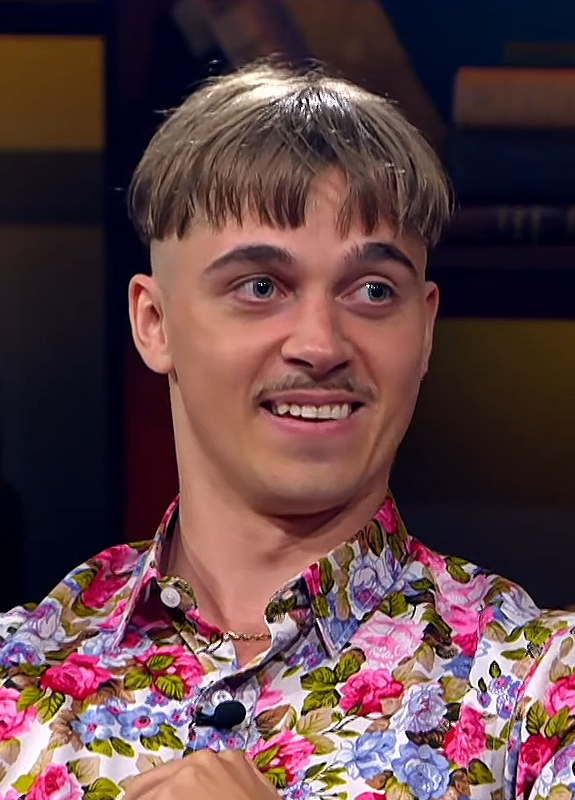
Käärijä (2021)

Wydawał swoją muzykę jako artysta niezależny do 2017, kiedy to podpisał kontrakt z wytwórnią Monsp Records. W 2018 wydał ep-kę pt. Peliä, a w 2020 album studyjny pt. Fantastista.

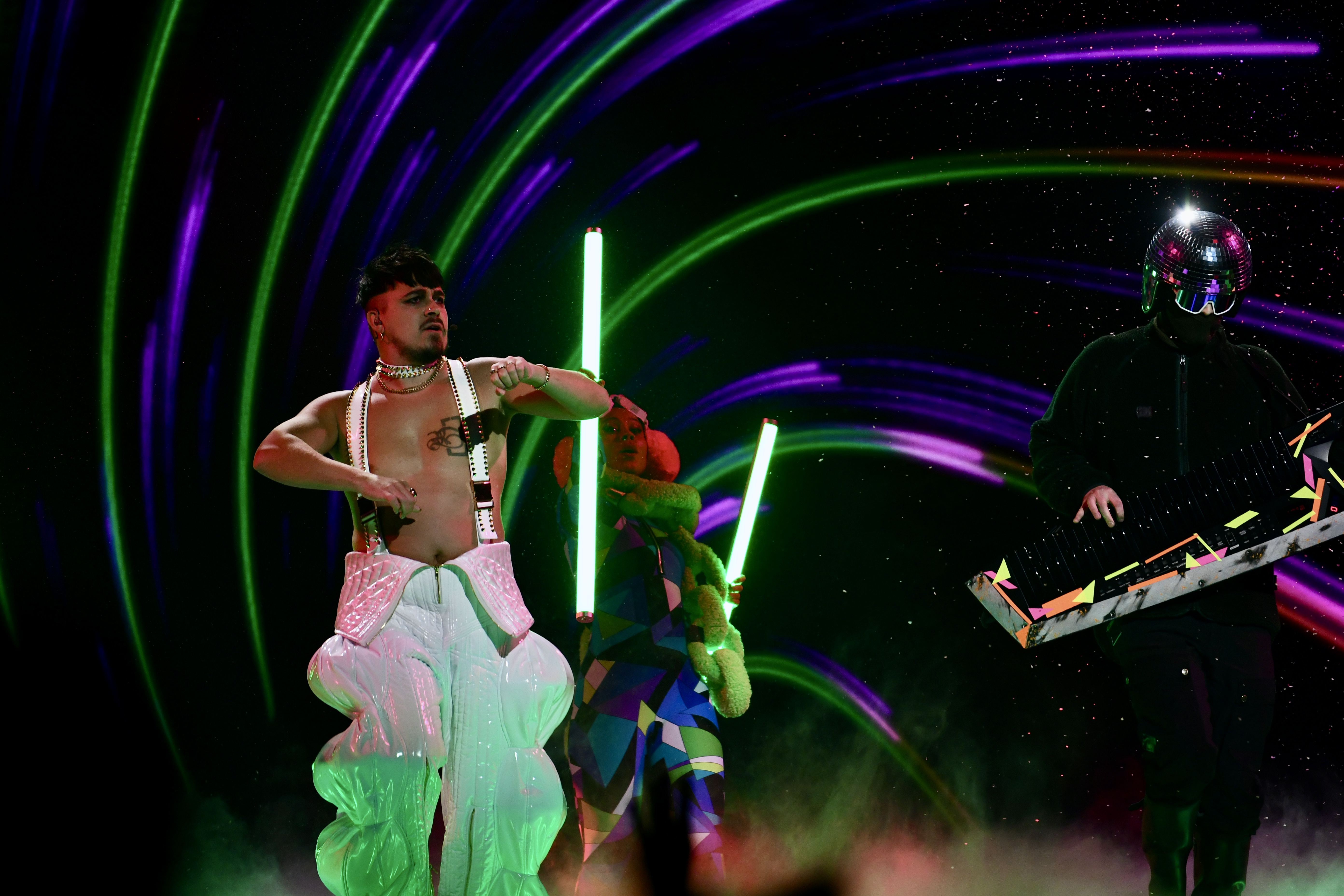
Käärijä i Hooja podczas występu interwałowego pierwszego półfinału Melodifestivalen 2025

26 lutego 2023 z piosenką „Cha Cha Cha” zwyciężył w finale programu Uuden Musiikin Kilpailu, dzięki czemu został reprezentantem Finlandii w 67. Konkursie Piosenki Eurowizji w Liverpoolu. W marcu wydał epkę pt. Cha Cha Cha Mixtape, z którą dotarł do dziewiątego miejsca na liście sprzedaży w Finlandii. 9 maja wystąpił z utworem „Cha Cha Cha” w pierwszym półfinale Eurowizji 2023 i z pierwszego miejsca awansował do sobotniego finału konkursu, w którym zajął drugie miejsce po zdobyciu 526 punktów, w tym 376 pkt od telewidzów (1. miejsce) i 150 pkt od jurorów (4. miejsce). 20 maja zagrał koncert w Helsinkach, który był transmitowany globalnie przez telewizję publiczną. W lutym 2024 odebrał pięć statuetek na gali rozdania nagród Emma, w tym dla debiutanta roku i artysty roku oraz za piosenkę roku i najczęściej streamowaną piosenkę roku („Cha Cha Cha”), a w maju tego roku wystąpił w ramach występu interwałowego podczas drugiego półfinału 68. Konkursu Piosenki Eurowizji w Malmö.

## Dyskografia

### Albumy studyjne
| Rok  | Informacje                                                                                                   | Najwyższa pozycja na liście |
| Rok  | Informacje                                                                                                   | FIN                         |
| ---- | --- | --------------------------- |
| 2020 | Fantastista - Data: 7 lutego 2020 - Wytwórnia: Monsp Records - Format: digital download · media strumieniowe | 21                          |

### Minialbumy
| Rok  | Informacje | Najwyższa pozycja na liście |
| Rok  | Informacje | FIN                         |
| ---- | --- | --------------------------- |
| 2018 | Peliä - Data: 27 lipca 2018 - Wytwórnia: Monsp Records - Format: digital download · media strumieniowe                                     | 22                          |
| 2023 | Cha Cha Cha Mixtape - Data: 12 marca 2023 - Wytwórnia: Monsp Records, Warner Music Finland - Format: digital download · media strumieniowe | 1                           |

### Single
| Rok                                                      | Tytuł                                 | Najwyższe pozycje na listach | Najwyższe pozycje na listach | Najwyższe pozycje na listach | Najwyższe pozycje na listach | Najwyższe pozycje na listach | Najwyższe pozycje na listach | Najwyższe pozycje na listach | Najwyższe pozycje na listach | Najwyższe pozycje na listach | Najwyższe pozycje na listach | Najwyższe pozycje na listach | Najwyższe pozycje na listach | Certyfikat             | Album               |
| Rok                                                      | Tytuł                                 | FIN                          | AUT                          | GRE                          | IRL                          | ISL                          | ISR                          | LTU                          | LUX                          | NOR                          | SWI                          | SWE                          | UK                           | Certyfikat             | Album               |
| -------------------------------------------------------- | ------------------------------------- | ---------------------------- | ---------------------------- | ---------------------------- | ---------------------------- | ---------------------------- | ---------------------------- | ---------------------------- | ---------------------------- | ---------------------------- | ---------------------------- | ---------------------------- | ---------------------------- | ---------------------- | ------------------- |
| 2016                                                     | „Heila” (gościnnie: Urho Ghettonen)   | –                            | –                            | –                            | –                            | –                            | –                            | –                            | –                            | –                            | –                            | –                            | –                            |                        | –                   |
| 2016                                                     | „Urheilujätkä” (gościnnie: Jeskiedes) | –                            | –                            | –                            | –                            | –                            | –                            | –                            | –                            | –                            | –                            | –                            | –                            |                        | –                   |
| 2016                                                     | „Puun takaa”                          | –                            | –                            | –                            | –                            | –                            | –                            | –                            | –                            | –                            | –                            | –                            | –                            |                        | –                   |
| 2017                                                     | „Tuuliviiri”                          | –                            | –                            | –                            | –                            | –                            | –                            | –                            | –                            | –                            | –                            | –                            | –                            |                        | –                   |
| 2017                                                     | „Ajoa”                                | –                            | –                            | –                            | –                            | –                            | –                            | –                            | –                            | –                            | –                            | –                            | –                            |                        | –                   |
| 2017                                                     | „Koppi tules”                         | –                            | –                            | –                            | –                            | –                            | –                            | –                            | –                            | –                            | –                            | –                            | –                            |                        | –                   |
| 2017                                                     | „Nou roblem”                          | –                            | –                            | –                            | –                            | –                            | –                            | –                            | –                            | –                            | –                            | –                            | –                            |                        | –                   |
| 2018                                                     | „Klo23”                               | –                            | –                            | –                            | –                            | –                            | –                            | –                            | –                            | –                            | –                            | –                            | –                            |                        | Peliä               |
| 2018                                                     | „Puuta heinää”                        | –                            | –                            | –                            | –                            | –                            | –                            | –                            | –                            | –                            | –                            | –                            | –                            |                        | Peliä               |
| 2018                                                     | „Viulunkieli”                         | 30                           | –                            | –                            | –                            | –                            | –                            | –                            | –                            | –                            | –                            | –                            | –                            |                        | Fantastista         |
| 2019                                                     | „Rock Rock”                           | –                            | –                            | –                            | –                            | –                            | –                            | –                            | –                            | –                            | –                            | –                            | –                            |                        | Fantastista         |
| 2019                                                     | „Hirttää kiinni”                      | –                            | –                            | –                            | –                            | –                            | –                            | –                            | –                            | –                            | –                            | –                            | –                            |                        | Fantastista         |
| 2019                                                     | „Mic mac”                             | 44                           | –                            | –                            | –                            | –                            | –                            | –                            | –                            | –                            | –                            | –                            | –                            |                        | Fantastista         |
| 2020                                                     | „Paidaton riehuja”                    | –                            | –                            | –                            | –                            | –                            | –                            | –                            | –                            | –                            | –                            | –                            | –                            |                        | –                   |
| 2021                                                     | „Menestynyt yksilö”                   | –                            | –                            | –                            | –                            | –                            | –                            | –                            | –                            | –                            | –                            | –                            | –                            |                        | –                   |
| 2021                                                     | „Siitä viis”                          | –                            | –                            | –                            | –                            | –                            | –                            | –                            | –                            | –                            | –                            | –                            | –                            |                        | –                   |
| 2022                                                     | „Välikuolema”                         | 19                           | –                            | –                            | –                            | –                            | –                            | –                            | –                            | –                            | –                            | –                            | –                            |                        | Cha Cha Cha Mixtape |
| 2023                                                     | „Cha Cha Cha”                         | 1                            | 13                           | 2                            | 7                            | 2                            | 5                            | 1                            | 11                           | 3                            | 8                            | 1                            | 6                            | - POL: platynowa płyta |                     |
| 2024                                                     | „Sex = Money”                         | –                            | –                            | –                            | –                            | –                            | –                            | –                            | –                            | –                            | –                            | –                            | –                            |                        |                     |
| „–” oznacza, że singel nie był notowany na danej liście. |                                       |                              |                              |                              |                              |                              |                              |                              |                              |                              |                              |                              |                              |                        |                     |